# Europese kampioenschappen veldlopen 2009
De 16e editie van de Europese kampioenschappen veldlopen vond op 13 december 2009 plaats in de Ierse hoofdstad Dublin.

## Uitslagen

### Mannen Senioren
| Plaats | Atleet            | Land                | Tijd (min.s) |
| ------ | ----------------- | ------------------- | ------------ |
|        | Alemayehu Bezabeh | Spanje              | 30.45        |
|        | Mo Farah          | Verenigd Koninkrijk | 31.02        |
|        | SerhijvLebid      | Oekraïne            | 31.17        |
| 4      | Sergio Sánchez    | Spanje              | 31.26        |
| 5      | Ayad Lamdassem    | Spanje              | 31.30        |
| 6      | José Rocha        | Portugal            | 31.34        |
| 7      | Eduard Mbengani   | Portugal            | 31.41        |
| 8      | Mark Kenneally    | Ierland             | 31.42        |
| 9      | Daniele Meucci    | Italië              | 31.42        |
| 10     | Stéphane Joly     | Zwitserland         | 31.46        |

| Plaats | Land                                                                          | Punten                |
| ------ | ----------------------------------------------------------------------------- | --------------------- |
|        | Spanje Alemayehu Bezabeh Sergio Sánchez Ayad Lamdassem Francisco Javier López | 1 + 4 + 5 + 24 = 34   |
|        | Verenigd Koninkrijk Mo Farah Andy Vernon Michael Skinner Ben Whitby           | 2 + 12 + 13 + 27 = 54 |
|        | Italië Daniele Meucci Stefano La Rosa Andrea Lalli Gabriele De Nard           | 9 + 15 + 18 + 20 = 62 |

### Vrouwen Senioren
| Plaats | Atleet                | Land                | Tijd (min.s) |
| ------ | --------------------- | ------------------- | ------------ |
|        | Hayley Yelling-Higham | Verenigd Koninkrijk | 27.49        |
|        | Rosa María Morató     | Spanje              | 27.56        |
|        | Adriënne Herzog       | Nederland           | 28.04        |
| 4      | Jessica Augusto       | Portugal            | 28.11        |
| 5      | Inês Monteiro         | Portugal            | 28.14        |
| 6      | Dulce Félix           | Portugal            | 28.19        |
| 7      | Olivera Jevtić        | Servië              | 28.21        |
| 8      | Tetyana Holovchenko   | Oekraïne            | 28.25        |
| 9      | Freya Ross            | Verenigd Koninkrijk | 28.25        |
| 10     | Sara Moreira          | Portugal            | 28.32        |

| Plaats | Land                                                                                | Punten                |
| ------ | ----------------------------------------------------------------------------------- | --------------------- |
|        | Portugal Jessica Augusto Inês Monteiro Dulce Félix Sara Moreira                     | 4 + 5 + 6 + 10 = 25   |
|        | Verenigd Koninkrijk Hayley Yelling-Higham Freya Ross Katrina Wootton                | 1 + 9 + 20 + 21 = 51  |
|        | Spanje Rosa María Morató Iris María Fuentes-Pila Alessandra Aguilar Nuria Fernández | 2 + 16 + 17 + 23 = 58 |

### Mannen onder 23
| Plaats | Atleet              | Land                | Tijd (min.s) |
| ------ | ------------------- | ------------------- | ------------ |
|        | Noureddine Smaïl    | Frankrijk           | 25.11        |
|        | Hassan Chahdi       | Frankrijk           | 25.17        |
|        | Atelaw Bekele       | België              | 25,21        |
| 4      | Florian Carvalho    | Frankrijk           | 25.30        |
| 5      | Mitch Goose         | Verenigd Koninkrijk | 25.33        |
| 6      | Christoph Ryffel    | Zwitserland         | 25.38        |
| 7      | Abdi Nageeye        | Nederland           | 25.40        |
| 8      | Ricky Stevenson     | Verenigd Koninkrijk | 25.40        |
| 9      | Musa Roba-Kinkal    | Duitsland           | 25.41        |
| 10     | Alexander Söderberg | Zweden              | 25.45        |

| Plaats | Land                                                                          | Punten                |
| ------ | ----------------------------------------------------------------------------- | --------------------- |
|        | Frankrijk Noureddine Smaïl Hassan Chahdi Florian Carvalho Matthieu Le Stum    | 1 + 2 + 4 + 24 = 31   |
|        | Verenigd Koninkrijk Mitch Goose Ricky Stevenson Lewis Timmins Jonathan Taylor | 5 + 8 + 11 + 21 = 45  |
|        | België Atelaw Bekele Sanne Torfs Kim Ruell Ruben Vandevelde                   | 3 + 16 + 17 + 23 = 59 |

### Vrouwen onder 23
| Plaats | Atleet             | Land                | Tijd (min.s) |
| ------ | ------------------ | ------------------- | ------------ |
|        | Sultan Haydar      | Turkije             | 21.14        |
|        | Irina Sergeyeva    | Rusland             | 21.15        |
|        | Jessica Sparke     | Verenigd Koninkrijk | 21.26        |
| 4      | Charlotte Browning | Verenigd Koninkrijk | 21.30        |
| 5      | Hollie Rowland     | Verenigd Koninkrijk | 21.31        |
| 6      | Tatyana Shutova    | Rusland             | 21.32        |
| 7      | Sandra Eriksson    | Finland             | 21.32        |
| 8      | Natalya Puchkova   | Rusland             | 21.36        |
| 9      | Alfiya Muryasova   | Rusland             | 21.39        |
| 10     | Stevie Stockton    | Verenigd Koninkrijk | 21.39        |

| Plaats | Land                                                                                 | Punten                 |
| ------ | ------------------------------------------------------------------------------------ | ---------------------- |
|        | Verenigd Koninkrijk Jessica Sparke Charlotte Browning Hollie Rowland Stevie Stockton | 3 + 4 + 5 + 10 = 22    |
|        | Rusland Irina Sergeyeva Tatyana Shutova Natalya Puchkova Alfiya Muryasova            | 2 + 6 + 8 + 9 = 25     |
|        | Frankrijk Claire Perraux Louise Ghesquiere Patricia Laubertie Laura Miclo            | 14 + 21 + 22 + 28 = 85 |

### Mannen Junioren
| Plaats | Atleet               | Land                | Tijd (min.s) |
| ------ | -------------------- | ------------------- | ------------ |
|        | Jeroen D'Hoedt       | België              | 18.46        |
|        | Nick Goolab          | Verenigd Koninkrijk | 18.47        |
|        | James Wilkinson      | Verenigd Koninkrijk | 18.47        |
| 4      | Sondre Nordstad Moen | Noorwegen           | 18.49        |
| 5      | Richard Goodman      | Verenigd Koninkrijk | 18.56        |
| 6      | Rui Pinto            | Portugal            | 18.57        |
| 7      | Nemanja Cerovac      | Servië              | 18.59        |
| 8      | Bryan Cantero        | Frankrijk           | 19.01        |
| 9      | Abdelatif Hadjam     | Frankrijk           | 19.03        |
| 10     | Lars Erik Malde      | Noorwegen           | 19.-03       |

| Plaats | Land                                                                              | Punten                |
| ------ | --------------------------------------------------------------------------------- | --------------------- |
|        | Verenigd Koninkrijk Nick Goolab James Wilkinson Richard Goodman Matthew Gillespie | 2 + 3 + 5 + 14 = 24   |
|        | Frankrijk Bryan Cantero Abdelatif Hadjam Tanguy Pepiot Colin Guillard             | 8 + 9 + 16 + 25 = 58  |
|        | Noorwegen Sondre Nordstad Moen Lars Erik Malde Henrik Ingebrigtsen Harald Kårbø   | 4 + 10 + 12 + 51 = 77 |

### Vrouwen Junioren
| Plaats | Atleet                    | Land                | Tijd (min.s) |
| ------ | ------------------------- | ------------------- | ------------ |
|        | Karoline Bjerkeli Grøvdal | Noorwegen           | 14.10        |
|        | Gulshat Fazlitdinova      | Rusland             | 14.12        |
|        | Kate Avery                | Verenigd Koninkrijk | 14.27        |
| 4      | Corinna Harrer            | Duitsland           | 14.33        |
| 5      | Federica Bevilacqua       | Italië              | 14.33        |
| 6      | Lauren Howarth            | Verenigd Koninkrijk | 14.35        |
| 7      | Sandra Mosquera           | Spanje              | 14.38        |
| 8      | Lyudmila Lebedeva         | Rusland             | 14.38        |
| 9      | Ciara Mageean             | Ierland             | 14.40        |
| 10     | Sara Catarina Ribeiro     | Portugal            | 14.40        |

| Plaats | Land                                                                           | Punten                |
| ------ | ------------------------------------------------------------------------------ | --------------------- |
|        | Rusland Gulshat Fazlitdinova Lyudmila Lebedeva Yelena Sedova Tatyana Prorokova | 2 + 8 + 16 + 21 = 47  |
|        | Verenigd Koninkrijk Kate Avery Lauren Howarth Eleanor Wimshurst Beth Potter    | 3 + 6 + 17 + 25 = 51  |
|        | Duitsland Corinna Harrer Jana Sussmann Gesa-Felicitas Krause Stephanie Platt   | 4 + 13 + 26 + 30 = 73 |